# Церковь Святого Розария (Дакка)

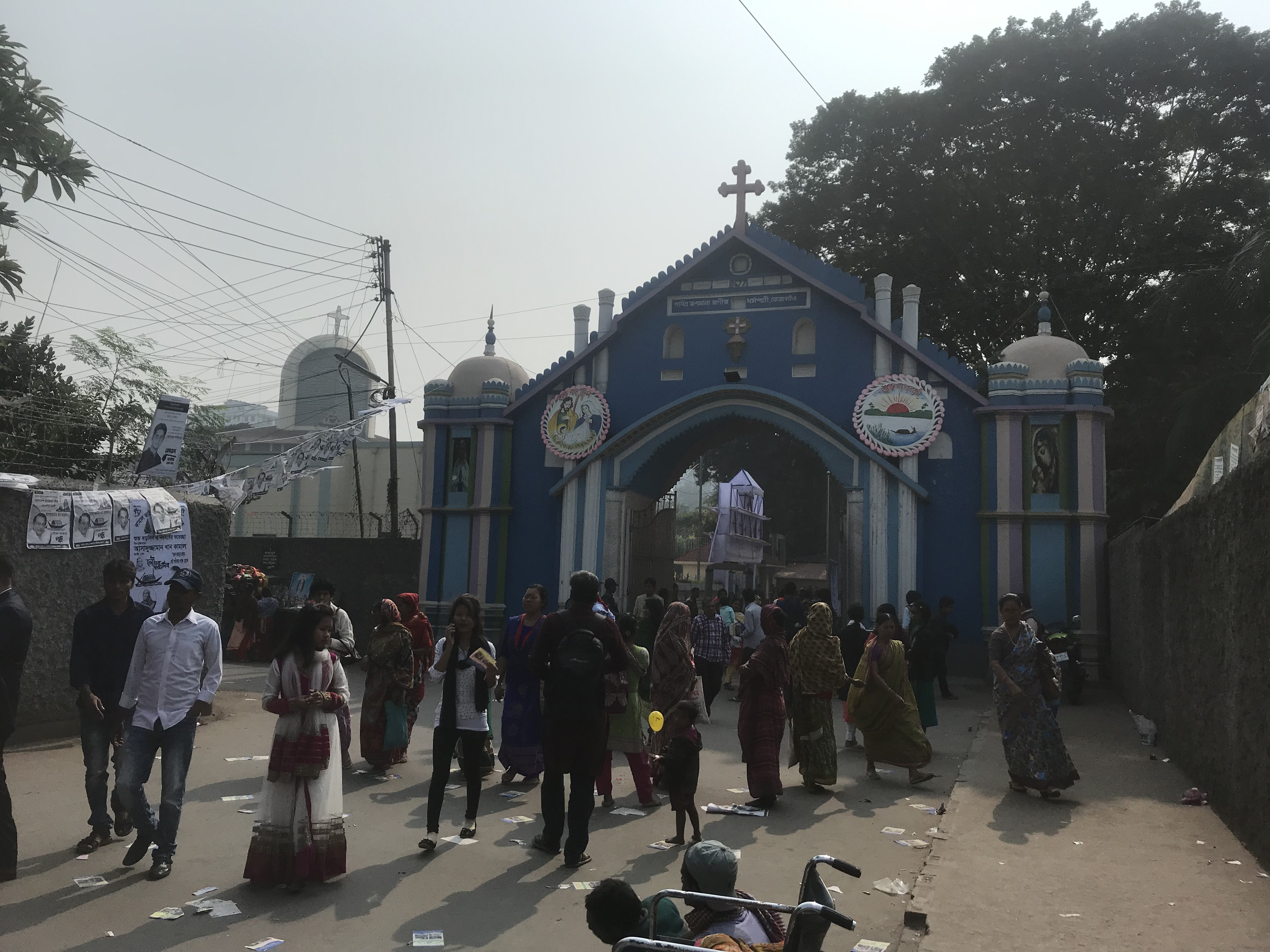

Церковь Святого Розария — католическая церковь, находящаяся в Дакке, Бангладеш. Самый старый христианский храм в Дакке, сохранившийся до наших дней и один из старейших образцов доколониальной португальской архитектуры в городе. Находится в старом городе в районе Теджгаон, от которого она также называется как «Церковь Таджгаон». Известна также под наименованием «Церковь царицы Джапмалы».

## История
Построена в 1677 году португальскими миссионерами из монашеского ордена августинцев и стала вторым христианским храмом в Дакке. Первый католический храм во имя Успения Пресвятой Девы Марии, построенный в 1628 года августинцами в городском районе Наринда, не сохранился до нашего времени. Предполагается, что этот храм находился на территории современного христианского кладбища. Храм перестраивался в 1741 и 1940 годах и реставрировался в 2000 году.
Здание имеет форму базилики с элементами индуистской и мусульманской архитектуры. Главный вход с крыльцом и фасадом располагается на восточной стороне. Северная и южная стороны имеют по два входа. Внутренний неф окаймлён двенадцатью колоннами из тосканского мрамора. Внутренние стены обиты надгробиями со старого христианского кладбища с латинскими, английскими и армянскими эпитафиями. Самое старое надгробие с армянским текстом датируется 1776 годом. Несколько надгробий XIX века с английскими надписями принадлежат семье Дусетт (Doucett).
Около храма находится одно из двух городских христианских кладбищ.
В настоящее время численность прихода составляет около 17 тысяч прихожан. Около храма находятся два учебных заведений: колледж Святого Креста для девочек и колледж Нотр-Дам для мальчиков, оба из которых предлагают среднюю, предуниверситетскую и университетскую программу (бакалавриат).